# Achter de Kazerne
AFAS stadion Achter de Kazerne – stadion piłkarski, położony w mieście Mechelen, Belgia. Swoje mecze na tym obiekcie rozgrywa zespół KV Mechelen. Jego pojemność wynosi 14 145 miejsc.